# Fabian Fuchs
Fabian Fuchs (* 20. Dezember 1961 in Malters) ist ein ehemaliger Schweizer Radrennfahrer und nationaler Meister im Radsport.

## Sportliche Laufbahn
Als Amateur siegte er 1984 in der nationalen Meisterschaft im Mannschaftszeitfahren. 1986 gewann er das Eintagesrennen Schynberg-Rundfahrt und 1987 den Grand Prix de Chiasso. Er wurde Dritter der Kaistenberg-Rundfahrt und der Leimentalrundfahrt.
Im Juni der Saison wurde er Berufsfahrer im Radsportteam Frank-Toyo. Kurz danach wechselte er in das belgische Team Hitachi-Marc. Seinen bedeutendsten sportlichen Erfolg hatte er 1988 mit dem Gewinn des Etappenrennens Grand Prix Guillaume Tell. Dazu kamen die Siege in den Eintagesrennen Schellenberg-Rundfahrt und Grand Prix de Lausanne. Er wurde Dritter der nationalen Meisterschaft im Strassenrennen hinter dem Sieger Hubert Seiz und Zweiter in der Wartenberg-Rundfahrt. Die Tour de Suisse beendete er auf dem 8. Platz. Die Wartenberg-Rundfahrt konnte er in der folgenden Saison gewinnen, ebenso den Grossen Preis des Kantons Zürich. 
Die Tour de France 1987 beendete er als 51. des Endklassements. Den Giro d’Italia bestritt er dreimal. 1991 wurde er 21., 1992 kam er als 32. in die Gesamtwertung, 1988 schied er aus. 1991 siegte er mit seinem Team im Mannschaftszeitfahren der Vuelta a Burgos. 1991 und 1992 fuhr er als Domestike für Miguel Indurain im Team Banesto. 1993 beendete er seine Karriere als Radprofi.